# Serienschaltung

Elektroinstallation: Schaltsymbol Serienschalter

Als Serienschaltung wird in der Elektroinstallationstechnik eine Schaltung bezeichnet, die zwei elektrische Betriebsmittel (meist Leuchtmittel; klassischerweise einen Lüster mit zwei Stromkreisen) mittels eines einzelnen Schalters mit vier Schaltstellungen (eines Serienschalters) ein- und ausschaltet. Anstelle der historischen Drehschalter werden heute Doppelwippschalter verwendet, die es erlauben, die Betriebsmittel unabhängig voneinander zu schalten; sie werden weiterhin als Serienschalter bezeichnet, auch wenn diese Bezeichnung die Funktionsweise nicht mehr beschreibt.

## Aufbau und Funktion

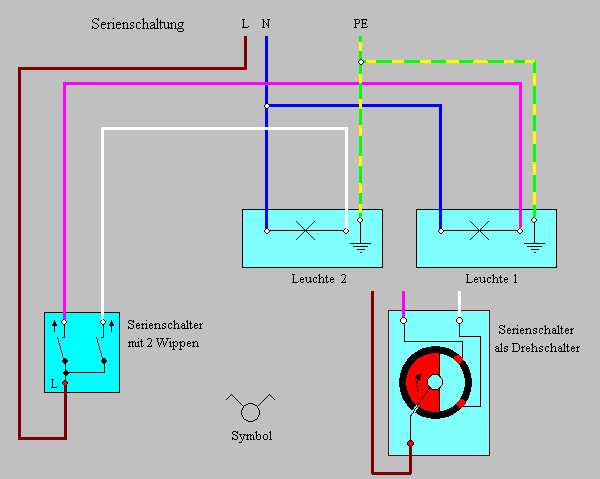
Serienschaltung

### Drehschalter
Der Begriff Serienschaltung stammt aus der Zeit, in der Schalter nur in Form von Drehschaltern hergestellt wurden.
Diese Serienschalter haben vier Schaltstellungen:
- 1: Aus (In der Darstellung des Drehschalters ist die linke Kreishälfte rot, kein Stromfluss.)
- 2: Leuchte 1 an (Abbildung: die obere Kreishälfte wäre rot. Die braune Ader ist mit dem Mittelpunkt der Kreishälfte verbunden, die den Kontakt zur violetten Ader herstellt.)
- 3: Leuchten 1+2 an (Abbildung: rechte Kreishälfte rot, Kontakt von der braunen zu den violetten und weißen Adern)
- 4: Leuchte 2 an (Abbildung: untere Kreishälfte rot, Kontakt von der braunen zur weißen Ader)

Da man diese vier Schaltzustände nicht direkt, sondern nur nacheinander (seriell) einstellen konnte, nannte man diese Schalter Serienschalter. Drehserienschalter werden heute nur noch von wenigen Markenherstellern gefertigt.

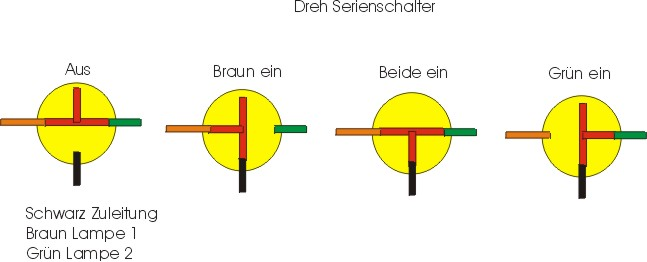
Früher war der ungeschaltete Außenleiter (L) wie im Bild schwarz gekennzeichnet, heute ist er braun.

Das zweite Bild zeigt den richtigen Aufbau eines Drehserienschalters, er ist schematisch dargestellt, alle vier Schalterstellungen sind zu sehen.
Dargestellt ist eine Drehung gegen den Uhrzeigersinn, welche nacheinander folgende Stellungen durchläuft:
- „0: alles aus“
- „1: Lampe 1 an“
- „1+2: beide Lampen an“
- „2: Lampe 2 an“.

Die braune Ader entspricht der violetten Ader auf dem ersten Bild, und die grüne Ader entspricht der weißen Ader.
Soll der Serienschalter als einfacher Ausschalter verwendet werden, so bleibt der schwarze Anschluss im unteren Bild frei. Die Zuleitung wird an den braunen Anschluss und die Ableitung an den grünen Anschluss geschaltet. Dadurch erfolgt mit jeder Betätigung ein Schaltvorgang.
Es sind auch (Fuß)-Druckschalter und Kordel-Zugschalter erhältlich, welche über die beschriebene Funktion eines Dreh-Serienschalters verfügen. Hierbei wird die Druck- oder Zugbewegung in eine Drehbewegung umgewandelt und über einen Schnappmechanismus und einen Freilauf bzw. eine Sperrklinke der eigentliche rotierende Schalter betätigt.

### Wippschalter
Da anstelle der historischen Drehschalter inzwischen meist doppelte Wippschalter montiert werden, ist der Begriff Serienschalter auf diese Bauform übergegangen. Diese Schalter besitzen zwei Wippen, die jeweils nur halb so breit sind wie die Wippe von Einzelschaltern.
Es handelt sich bei einem solchen Serienschalter also lediglich um zwei Ausschalter in einem gemeinsamen Gehäuse. Installiert man die Schaltung, wie in der ersten Zeichnung angegeben, so schaltet man mit der linken Wippe die Leuchte 1 und mit der rechten Wippe die Leuchte 2.

## Andere Schaltungen
Weitere Schaltungen in der Elektroinstallation sind
- Ausschaltung
- Wechselschaltungen
  - Wechselschaltung
  - Sparwechselschaltung
  - Hamburger Schaltung
  - Kontrollwechselschaltung
- Kreuzschaltung
- Tasterschaltung